# Список загиблих у боях під Пісками
У статті наведено список втрат українських сил у боях під Пісками.

## Список загиблих
| Прізвище, ім'я, по-батькові         | Звання            | Дата смерті       | Формування  | Обставини |
| ----------------------------------- | ----------------- | ----------------- | ----------- | --- |
| Варфоломєєв Володимир Олександрович | старший солдат    | 21 липня 2014     | 93 ОМБр     | загинув у бою |
| Беленець Андрій Анатолійович        | боєць             | 25 липня 2014     | ДУК         | розстріляний сепаратистами по вул. Миру |
| Статій Володимир Михайлович         | боєць             | 25 липня 2014     | ДУК         | Розсипані по дорозі поранені бойовики, разом з бійцем «Правого Сектору», в гарячці бою, попали під вогонь крупнокаліберного кулемета БТР та загинули від отриманих поранень на місці. |
| Дяченко Олександр Юрійович          | боєць             | 30 липня 2014     | ДУК         | загинув від пострілу снайпера |
| Кісловський Віктор Олександрович    | старшина          | 14 вересня 2014   | «Дніпро-1»  | Загинув в районі с. Піски. Український загін потрапив під обстріл з усіх сторін. |
| Українцев Віталій Леонідович        | старшина          | 14 вересня 2014   | «Дніпро-1»  | Загинув в районі с. Піски. Український загін потрапив під обстріл з усіх сторін. |
| Грачов Сергій Валерійович           | солдат            | 14 вересня 2014   | «Дніпро-1»  | Загинув в районі с. Піски. Український загін потрапив під обстріл з усіх сторін. |
| Чернишов Олексій Вікторович         | солдат            | 14 вересня 2014   | «Дніпро-1»  | Загинув в районі с. Піски. Український загін потрапив під обстріл з усіх сторін. |
| Габінет Олег Миколайович            | солдат            | 14 вересня 2014   | 17 ОТБр     | Загинув в районі с. Тоненьке. Під час оборони підходів до ДАП танк потрапив у засідку.                                                                                                |
| Полулях Сергій Володимирович        | солдат            | 17 жовтня 2014    | 93 ОМБр     | Зазнав смертельних поранень в районі с. Тоненьке. |
| Степанець Андрій Миколайович        | солдат            | 23 листопада 2014 | 79 ОАеМБр   | Загинув в районі с. Тоненьке. У бліндаж влучив 152 мм снаряд. |
| Безрода Анатолій Миколайович        | старший лейтенант | 12 січня 2015     | 93 ОМБр     | Загинув під час мінометного обстрілу в районі с. Тоненьке. |
| Пресняков Максим Сергійович         | капітан           | 18 січня 2015     | 93 ОМБр     | Загинув в районі с. Тоненьке, евакуюючи важко пораненого Едуарда Панченка якому праву ногу повністю розірвало від вибуху снаряда під машиною.                                         |
| Карабін Сергій Ігорович             | солдат            | 29 січня 2015     | 81 ОАеМБр   | Загинув в районі с. Водяне. Під час коректування вогню української артилерії, снаряд РСЗВ «Град» розірвався у кронах дерев лісопосадки близько від спостережного пункту.              |
| Непоп Костянтин Іванович            | сержант           | 2 лютого 2015     | 81 ОАеМБр   | Загинув від вибуху авто на фугасі в районі с. Водяне. |
| Стельмах Олександр Миколайович      | старший лейтенант | 2 лютого 2015     | 95 ОДШБр    | Загинув від вибуху авто на фузасі в районі с. Водяне |
| Панченко Едуард Андрійович          | солдат            | 7 лютого 2015     | 93 ОМБр     | Помер від поранень, які отримав 18 січня в районі с. Тоненьке. |
| Бойко Олександр В'ячеславович       | старшина          | 12 лютого 2015    | 93 ОМБр     | Загинув від осколкового поранення під час мінометного обстрілу в районі с. Водяне. |
| Гнатюк Володимир Володимирович      | старший солдат    | 26 лютого 2015    | 90 ОАеМБ    | Загинув внаслідок обстрілу з танку командно-спостережного пункту батальйону в районі с. Водяне.                                                                                       |
| Батенко Олександр Іванович          | солдат            | 26 лютого 2015    | 90 ОАеМБ    | Загинув внаслідок обстрілу з танку командно-спостережного пункту батальйону в районі с. Водяне.                                                                                       |
| Биков Олег Володимирович            | солдат            | 26 лютого 2015    | 90 ОАеМБ    | Загинув внаслідок обстрілу з танку командно-спостережного пункту батальйону в районі с. Водяне.                                                                                       |
| Овчаренко Олександр Григорович      | молодший сержант  | 26 червня 2015    | 93 ОМБр     | Загинув вранці під час організації зв'язку біля базового табору в районі с. Водяне.                                                                                                   |
| Красько В'ячеслав Леонідович        | старший солдат    | 26 червня 2015    | 93 ОМБр     | Загинув вранці під час організації зв'язку біля базового табору в районі с. Водяне.                                                                                                   |
| Гульченко Роман Олегович            | молодший сержант  | 30 січня 2017     | 79 ОДШБр    | Загинув під час мінометного обстрілу в районі с. Водяне. |
| Пацула Сергій Васильович            | солдат            | 31 січня 2017     | 79 ОДШБр    | Загинув в 23:00 в результаті артилерійського обстрілу поблизу с. Тоненьке. |
| Шевченко Василь Віталійович         | солдат            | 25 квітня 2017    | 80 ОДШБр    | від смертельного поранення в голову. |
| Дядченко Сергій Петрович            | старший сержант   | 1 липня 2017      | 34 ОМПБ     | в результаті підриву на міні з «розтяжкою» під час виконання робіт з інженерного обладнання                                                                                           |
| Сініцин Володимир Володимирович     | солдат            | 1 липня 2017      | 34 ОМПБ     | в результаті підриву на міні з «розтяжкою» під час виконання робіт з інженерного обладнання                                                                                           |
| Шаповал Ігор Анатолійович           | молодший сержант  | 10 серпня 2017    | 57 ОМПБр    | Бої за Піски |
| Динька Олег Миколайович             | солдат            | 6 вересня 2017    | ДУК         | внаслідок підриву на гранаті Ф-1 з «розтяжкою» |
| Саралідзе Гіоргі Анзорович          | молодший сержант  | 31 жовтня 2017    | 42 ОМПБ     | Загинув в боєзіткненні поблизу Опитного. |
| Сухін Віктор Вікторович             | солдат            | 10 січня 2018     | 34 ОМПБ     | від мінно-вибухової травми внаслідок підриву БРДМ-2 |
| Вегера Геннадій Петрович            | солдат            | 10 січня 2018     | 34 ОМПБ     | від мінно-вибухової травми внаслідок підриву БРДМ-2 |
| Єгоров Валерій Ігорович             | сержант           | 19 лютого 2018    | 34 ОМПБ     | під час виконання бойового завдання |
| Начосний Денис Миколайович          | сержант           | 12 квітня 2018    | 34 ОМПБ     | загинув від кулі снайпера, рятуючи важкопораненого товариша |
| Черкун Максим Миколайович           | сержант           | 16 квітня 2018    | 34 ОМПБ     | загинув під час мінометного обстрілу |
| Французан Ігор Леонтійович          | молодший сержант  | 6 червня 2018     | «Запоріжжя» | під час бою з ДРГ |
| Литковець Степан Леонідович         | солдат            | 6 червня 2018     | «Запоріжжя» | під час бою з ДРГ |
| Гузенко Сергій Олександрович        | старший сержант   | 4 лютого 2019     | 42 ОМПБ     | Опитне |
| Фармагей Юрій Миколайович           | старший солдат    | 5 квітня 2019     | 34 ОМПБ     | від кулі снайпера |
| Молозовенко Віталій Володимирович   | старший солдат    | 13 червня 2019    | 34 ОМПБ     | від мінно-вибухової травми під час виконання бойового завдання |
| Муха Василь Миколайович             | молодший сержант  | 20 січня 2020     | «Запоріжжя» | від кулі ворожого снайпера |
| Черних Євген Сергійович             | солдат            | 8 березня 2020    | 57 ОМПБр    | внаслідок обстрілу вантажівки з ПТРК |
| Ведешин Андрій Олександрович        | молодший сержант  | 10 березня 2020   | 131 ОРБ     | внаслідок обстрілу вантажівки з ПТРК |
| Солтис Віктор Миколайович           | молодший сержант  | 10 березня 2020   | 131 ОРБ     | внаслідок обстрілу вантажівки з ПТРК |
| Пережогін Ілля Миколайович          | молодший сержант  | 10 березня 2020   | 131 ОРБ     | від кулі ворожого снайпера |

Андрієнко Олег Віталійович Загинув 11 січня 2021 внаслідок смертельного кульового поранення під час снайперського обстрілу окупантами під час виконання бойового завдання.
19 лютого 2022 року У Пісках внаслідок обстріл терористів ДНР Загинув Солдат Кононенко Денис Юрійович.

## Зниклі безвісти та полонені
Обстріл 23 листопада 2014:
- разом з Андрієм Степанцем у бліндажі було ще четверо вояків